# Histoire des sciences (discipline)
L'histoire des sciences, parfois en lien avec des disciplines proches telles que l'épistémologie, la sociologie des sciences et la philosophie des sciences ou la théorie de la connaissance, s'intéresse aux sources, aux modalités, aux logiques et aux conséquences historiques du mouvement de production des connaissances scientifiques, bien au-delà de la simple collection de grandes dates ayant marqué le développement de la science. Eudème de Rhodes, élève d'Aristote qui publia les travaux de son maître, est considéré comme le premier historien des sciences.

## Origines de la discipline

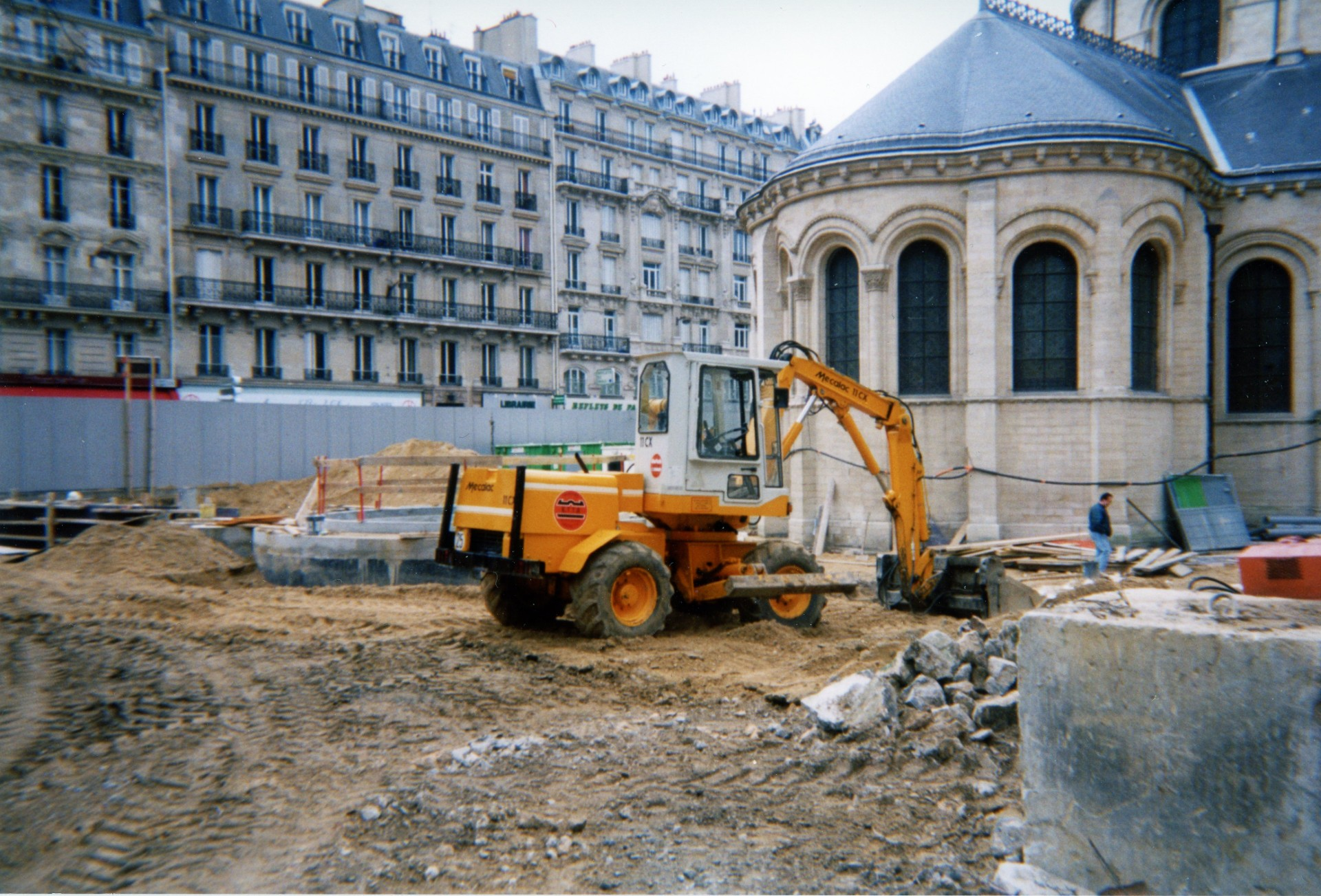
Rénovation du musée du Conservatoire national des arts et métiers consacré à l'histoire des sciences et des techniques.

Depuis longtemps, de nombreux universitaires et scientifiques se sont faits les chroniqueurs du développement de leur discipline respective, de la science en général. 
Mais ce n'est qu'à partir du XXe siècle que se constitue l'histoire des sciences en tant que discipline.
William Whewell, fondateur de la philosophie des sciences, tente de retracer et cartographier le développement des sciences dans son Histoire des sciences inductives en 1837.
George Sarton, considéré comme le père du développement de l’histoire des sciences aux États-Unis après avoir écrit plusieurs classiques de l’histoire des sciences, fonde en 1913 la revue Isis. Anglophone, celle-ci est publiée en Belgique et largement lue en France. Deux autres revues, la revue Archeion dirigé par Aldo Mieli et Thalès, fondée par Abel Rey et publiée par le Centre d'Histoire et de Philosophie des Sciences et des Techniques à la Sorbonne, marquent les débuts de l'histoire des sciences. Le philosophe et historien Alexandre Koyré créé, en 1957 et avec l'appui de Fernand Braudel, la section Histoire des Sciences de l'EHESS ainsi que le Centre de recherche en histoire des sciences et des techniques (aujourd'hui Centre Koyré). En France, l'histoire des sciences de la première moitié du XXe siècle est enseignée uniquement en faculté de philosophie, d'où les liens très proches avec la philosophie des sciences (ou l'épistémologie), tandis qu'au contraire, l'école des Annales (Lucien Febvre, Marc Bloch, puis Braudel) se désintéressent au début (dans les années 1930-40) de l'histoire des sciences, jugée trop « philosophique » et « internaliste ». Si l'histoire internaliste (par opposition à l'externalisme, qui insiste sur la sociologie des sciences) est majoritaire dans la première moitié du XXe science, elle fut toutefois remise en cause lors du IIe Congrès international d'histoire des sciences à Londres, en 1931, par des historiens soviétiques, dont Boris Hessen.
Avec les travaux d'I. Bernard Cohen à Harvard, l'histoire des sciences est devenue une sous-discipline de l'histoire après 1945. En France, René Taton dirige la rédaction collaborative de son Histoire générale des sciences, qui est une synthèse des connaissances des années 1950 à 1980. Dans les années 1970 se produit un débat entre les tenants de l'histoire épistémologique et des science studies. L'histoire des sciences depuis les années 1980 est marquée par le décentrement opéré par les études post-coloniales.